# Peber-familien
Peber-familien (Piperaceae) er udbredt i troperne. Arterne er træer og lianer, der har bær, som sidder i aks eller klaser. Her nævnes kun de to slægter, som har økonomisk betydning.
| Slægter |

- Peperomia
- Peber-slægten (Piper)